# Treinta y Tres
Treinta y Tres és una ciutat de l'est de l'Uruguai, capital del departament homònim sobre la riba esquerra del riu Olimar, es troba a la zona oriental del territori, a 286 km de Montevideo. Antigament, en aquest lloc es podia travessar el riu i era la ruta des de Montevideo a Río Branco.

## Història

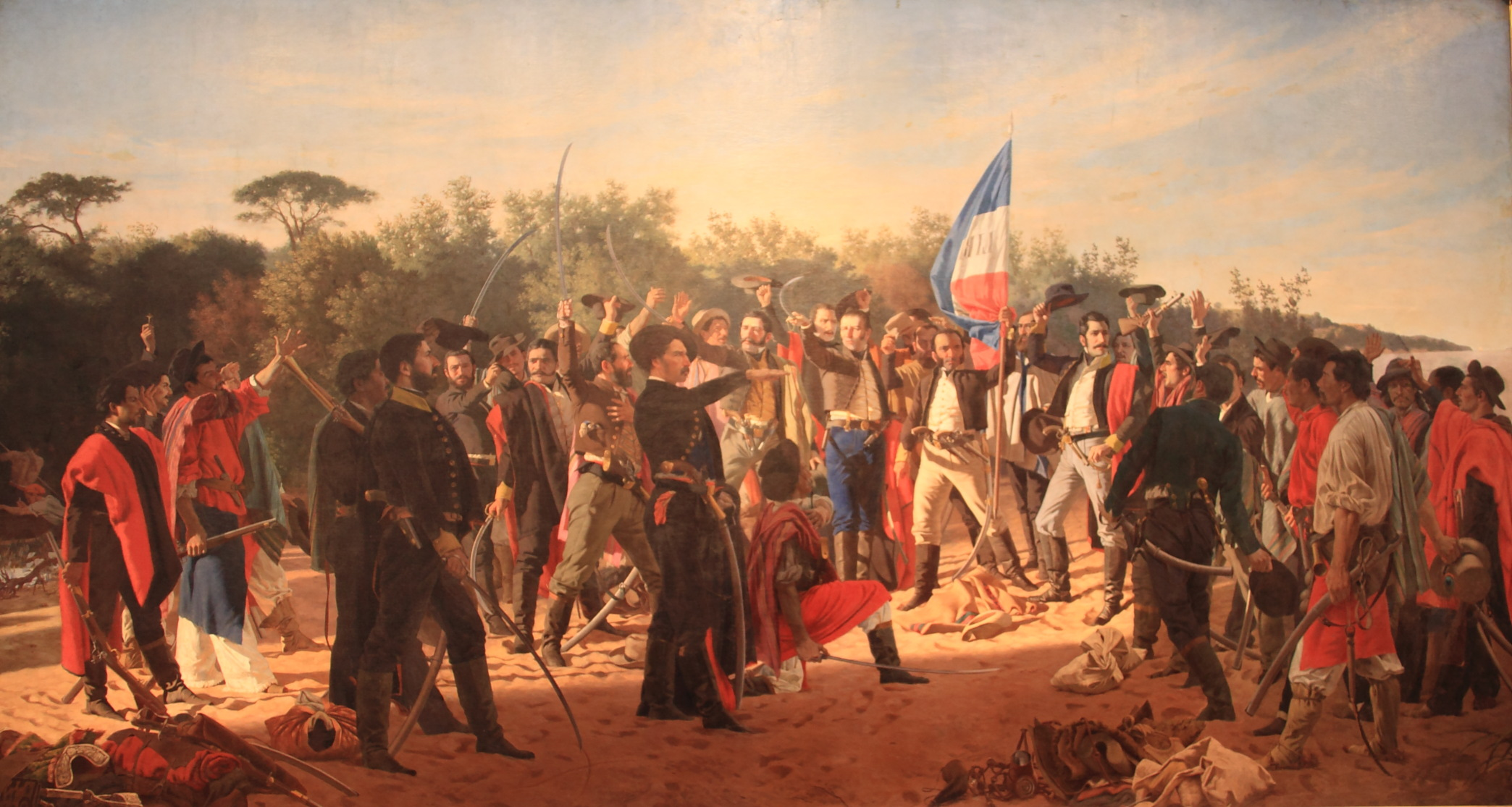
El jurament dels trenta-tres Orientals. Oli de Juan Manuel Blanes.

La ciutat rep el seu nom del desembarcament dels trenta-tres orientals, croada que van emprendre trenta-tres cabdills, liderats per Juan Antonio Lavalleja, el 1825, des del territori que avui és l'Argentina per recuperar la independència de la Província Oriental, en aquell moment sota domini portuguès amb el nom de Província Cisplatina.
Finalitzada la Guerra Gran, els veïns de la campanya van començar a associar-se i buscar sancionar legalment aquests poblats que s'aixecaven. És així que al Pas Real de l'Olimar, on conflueixen el riu Olimar amb el rierol Yerbal Grande, es va crear el poble De los Treinta y Tres el 1853, sota la presidència de Juan Francisco Giró.
Sis anys després, el 1859, es va inaugurar la primera escola per a nens i el seu primer mestre va ser Anselmo Basaldúa. Tres anys després, el 1862, va començar a funcionar la primera escola per a nenes.
El primer viatge que uneix a Treinta y Tres amb Montevideo es va realitzar el 1861 per un servei de diligències. No obstant això, el 1866 aquest servei es va transformar en permanent, unint també la ciutat amb Rio Branco, Melo i Nico Pérez, al departament de Florida.

## Demografia
Segons el cens del 2004, tenia 25.711 habitants, la qual cosa la converteix en una de les capitals departamentals més petites del país.
| 1963   | 1975   | 1985   | 1996   | 2004   |
| ------ | ------ | ------ | ------ | ------ |
| 21.451 | 23.448 | 25.122 | 30.792 | 25.711 |

## Economia
La seva economia s'ha basat sempre en la ramaderia i en productes derivats. En l'actualitat també es conrea arròs a les riberes de la llacuna Merín, sobre el litoral oriental. Aquesta activitat ha donat un gran impuls a l'economia de la regió, fomentant-ne la indústria de productes precuinats i la instal·lació de molins arrossers.

## Fills il·lustres
- José D'Elía Correa, líder sindicalista, doctor honoris causa i candidat vicepresidencial el 1984.